# Massimalismo (arte)
Massimalismo è un termine usato nelle arti, tra cui la letteratura, l'arte visiva, la musica e varie altre per spiegare un movimento o tendenza di che comprende tutti i fattori multiuso dell'espressionismo, e nasce come un movimento artistico opposto al minimalismo; il massimalismo infatti celebra la ricchezza e l'eccesso, ed ogni opera può contenere riferimenti ironici, erotici, culturali o di critica sociale, come si evince dai dipinti massimalisti.

## Nell'arte
Il massimalismo è una corrente caratterizzata da opere di tipo figurativo e incentrata sui temi primari dell'erotismo e della natura, vista sotto un taglio poetico e umoristico al tempo stesso. Tutte le opere esposte alla mostra di Colonia erano opere d'arte consapevolemente sociali, politiche e filosofiche.
Il massimalismo come genere nelle arti plastiche enfatizza le pratiche che richiedono intenso lavoro e si concentra sul processo stesso di creazione. I lavori di questo genere sono tipicamente sottili, sensuali, e ricchi visivamente. Gli artisti che lavorano sotto il nome di massimalisti tendono a provenire dai paesi asiatici, e in particolare dalla Cina.
Il termine massimalismo viene utilizzato per descrivere i più lunghi romanzi postmoderni, come quelli di Daryush Shokof,e David Foster Wallace e Thomas Pynchon, in cui la digressione, il rimando, e l'elaborazione del dettaglio occupano una frazione sempre maggiore del testo. Viene anche chiamato realismo isterico, un termine coniato da James Wood, il quale sostiene che sia un genere simile al realismo magico.
Viene anche usato per descrivere certi compositori come John Luther Adams, che sono "andati oltre" le origini della musica minimalista.